# Brescia Calcio 2022-2023
Questa voce raccoglie le informazioni riguardanti il Brescia Calcio nelle competizioni ufficiali della stagione 2022-2023.

## Stagione
Il Brescia disputa la 64ª stagione della propria storia in Serie B. Il nuovo allenatore è lo spagnolo Josep Clotet Ruiz, di ritorno sulla panchina del Brescia dopo l'esperienza della stagione 2020-2021.
L'esordio stagionale avviene il 6 agosto 2022 nei trentaduesimi di Coppa Italia, dove il Brescia passa il turno vincendo in trasferta per 4-1 contro il Pisa.
Alla prima giornata di campionato, la squadra vince la gara casalinga contro il Südtirol per 2-0, incappando poi in una pesante sconfitta alla seconda giornata in casa del Frosinone, a cui seguono quattro vittorie consecutive: alla terza giornata arriva il primo successo esterno del campionato sul campo del Como; alla quarta giornata la vittoria interna sul Perugia, alla quinta giornata il successo sul campo del Modena che vale il primo posto in classifica a pari merito con la Reggina e alla sesta giornata la vittoria sul Benevento, con il gol-vittoria siglato da Bianchi al 92'. Alla settima giornata, il Brescia viene pesantemente sconfitto in casa del Bari per 6-2, mantenendo tuttavia la testa della classifica in coabitazione con lo stesso Bari e ancora con la Reggina. Successivamente, dopo un pareggio interno con il Cittadella e una sconfitta sul campo del Cagliari, la squadra scende al settimo posto.
Nella settimana tra la 9ª e la 10ª giornata di campionato, il Brescia viene eliminato ai sedicesimi di Coppa Italia dallo Spezia.
Dopo tre pareggi consecutivi tra la 10ª e la 12ª giornata, la società indice un silenzio stampa in riferimento all'inversione di un fallo dal quale sarebbe nata una sequenza che avrebbe portato l'Ascoli al pareggio nei minuti di recupero della 12ª giornata.
Il 15 novembre, Massimo Cellino rassegna le proprie dimissioni dalla carica di presidente.
Alla 14ª giornata la squadra torna alla vittoria battendo in casa la SPAL, agganciando il terzo posto in classifica a pari punti con il Genoa e, nello stesso giorno, viene annunciata la fine del silenzio stampa.
Il 29 novembre, a seguito della proposta del consiglio di amministrazione di qualche giorno prima che gli chiedeva di restare alla presidenza della società, Massimo Cellino viene confermato nella carica di consigliere di amministrazione e di presidente.
Dopo tre sconfitte in quattro gare tra la 15ª e la 18ª giornata, il 21 dicembre 2022 Clotet viene esonerato e al suo posto viene ingaggiato Alfredo Aglietti.
Il Brescia conclude il girone d'andata al 12º posto in classifica, pareggiando in casa con il Palermo all'ultima giornata, nella prima panchina del neoallenatore Aglietti.
Il girone di ritorno inizia con una sconfitta di misura sul campo del Südtirol.
Il 16 gennaio, dopo due sole giornate con Aglietti in panchina, a seguito di riunioni e confronti di carattere tecnico e vista la temporanea indisponibilità del direttore sportivo Giorgio Perinetti per motivi di salute, la società ha deciso di richiamare Clotet alla guida tecnica della squadra.
A seguito di soli 2 punti conquistati in 8 giornate tra la 15ª e la 22ª giornata, la squadra si ritrova in zona retrocessione e viene duramente contestata dai tifosi dopo la sconfitta interna con il Como, al termine della quale viene indetto un nuovo silenzio stampa da parte della società.
Nella serata del 6 febbraio, Clotet viene nuovamente esonerato. Nella mattinata del 7 febbraio viene ufficializzato come allenatore della prima squadra Davide Possanzini, già allenatore della squadra primavera.
Nella prima partita con Possanzini in panchina, il Brescia perde di misura in casa con il Modena e scivola al quartultimo posto in classifica, a soli tre punti dall'ultimo posto. In seguito alla successiva sconfitta di misura contro il Benevento, Possanzini è a sua volta esonerato dopo due sole partite. In un clima di contestazione crescente, Cellino incarica Gastaldello come nuovo allenatore. Il 21 febbraio,  Giampiero Rampinelli Rota e Aldo Ghirardi si dimettono dalla carica di consiglieri di amministrazione, dopo essere stati legati al Brescia sin dalle prime battute dell'esperienza di Cellino alla presidenza.
Alla 27ª giornata, dopo sette sconfitte consecutive, la squadra ottiene il primo punto del 2023 pareggiando a reti bianche in casa del Cittadella, per poi pareggiare ancora nella gara interna con il Cagliari nel quale il Brescia torna a segnare dopo sei giornate senza reti il gol dell'1-1 finale, una rete del Capitano Dimitri Bisoli, restando a tre punti dalla zona salvezza. Alla 29ª giornata arriva il terzo pareggio consecutivo sul campo del Venezia, a cui seguono due sconfitte consecutive, con il Genoa in casa e con l'Ascoli in trasferta, che lasciano il Brescia all'ultimo posto in classifica. Alla 32ª giornata il Brescia torna alla vittoria dopo 17 turni battendo in casa la Ternana, cogliendo successivamente altri quattro punti in due trasferte consecutive, pareggiando in casa della SPAL e vincendo in casa della Reggina, tornando così in piena lotta per la salvezza. Alla quartultima giornata arriva un'altra importante vittoria interna nello scontro diretto col Cosenza,  con la squadra che, grazie alla classifica avulsa, si ritrova fuori dalla zona retrocessione per la prima volta dopo 12 gare. Alla 36ª giornata il Brescia viene sconfitto in casa del Parma, pareggiando il successivo incontro casalingo col Pisa restando in zona play-out, con la salvezza diretta oramai irraggiungibile. All'ultima giornata, la squadra deve fare almeno un punto in casa del Palermo per assicurarsi di giocare il play-out. Dopo essere stato in svantaggio di due reti, il Brescia riesce a pareggiare per 2-2 centrando l'obiettivo.
All'andata dei play-out contro il Cosenza, la squadra perde 1-0 in trasferta. Nella partita di ritorno, lo Stadio Rigamonti è sold-out: Bisoli porta avanti le Rondinelle al 74', portando virtualmente la squadra ai supplementari; tuttavia al 96', a gara praticamente finita, il Cosenza trova la rete del 2-1 totale condannando il Brescia che retrocede in serie C a distanza di 38 anni dall'ultima apparizione in terza serie. Il risultato della partita di ritorno è stato poi commutato a tavolino in 0-3 a causa delle intemperanze dei tifosi del Brescia, avvenute a fine partita.
Malgrado la retrocessione sul campo, il Brescia è stato riammesso in Serie B al posto della Reggina, che è stata esclusa dal campionato a causa di inadempienze finanziarie.

## Divise e sponsor
Gli sponsor tecnici per la stagione 2022-2023 sono: Kappa, K-Sport e Sixtus.it. Come main sponsor, restano Rigamonti Salumificio S.p.A. (collocato sul fronte della maglia) e Intesa Sanpaolo come nella scorsa stagione, a cui si aggiungono Le Stagioni D'Italia (collocato sul retro della maglia), e Pardgroup (collocato sulla manica sinistra).
| Casa | Trasferta | Terza divisa |

## Organigramma societario
Area direttiva
- Presidente: Massimo Cellino
- Consiglieri di amministrazione: Edoardo Cellino, Giampiero Rampinelli Rota[49], Aldo Ghirardi[49], Stefano Midolo[N 3], Nicolò Pio Barattieri Di San Pietro, Daniel Arty[50], Luigi Micheli
- Direttore generale: Luigi Micheli
- Segretario generale: Andrea Mastropasqua
- Team manager: Edoardo Piovani
- Responsabile area tecnica: Giorgio Perinetti[51]

Area tecnica
- Allenatore: Josep Clotet Ruiz (1ª-18ª / 21ª-23ª), Alfredo Aglietti (19ª-20ª), Davide Possanzini (24ª-25ª), Daniele Gastaldello (26°-38° e play-out)
- Allenatore in seconda: Daniele Gastaldello (1ª-18ª / 21ª-23ª), César Vinício Cervo de Luca (19ª-20ª / 24ª-25ª), Mario Bortolazzi (26ª-38ª e play-out)
- Preparatore dei portieri: Alessandro Vitrani
- Preparatore atletico: Salvatore Sciuto (1ª-18ª / 21ª-38ª e play-out), Daniele Sorbello (19ª-20ª)
- Match analyst: Luca Pavoni (1ª-23ª), Davide Farina (24ª-38ª e play-out)
- Collaboratore tecnico: Andrea Massolini (24ª-38ª e play-out)

Area sanitaria
- Responsabile sanitario: Ermes Rosa
- Fisioterapisti: Gabriele Crescini, Alex Mario Maggi, Riccardo Raccagni

## Rosa
| N. |                        | Ruolo | Calciatore              |
| -- | ---------------------- | ----- | ----------------------- |
| 1  | Italia (bandiera)      | P     | Lorenzo Andrenacci      |
| 2  | Australia (bandiera)   | D     | Fran Karačić            |
| 3  | Francia (bandiera)     | D     | Matthieu Huard          |
| 4  | Italia (bandiera)      | D     | Davide Adorni           |
| 5  | Paesi Bassi (bandiera) | C     | Tom van de Looi         |
| 6  | Italia (bandiera)      | C     | Nicolas Galazzi         |
| 7  | Italia (bandiera)      | C     | Federico Viviani        |
| 8  | Albania (bandiera)     | C     | Emanuele Ndoj           |
| 9  | Italia (bandiera)      | A     | Stefano Moreo           |
| 9  | Spagna (bandiera)      | A     | Pablo Rodríguez         |
| 11 | Francia (bandiera)     | A     | Florian Ayé             |
| 12 | Italia (bandiera)      | P     | Luca Lezzerini          |
| 14 | Italia (bandiera)      | D     | Massimiliano Mangraviti |
| 15 | Italia (bandiera)      | D     | Andrea Cistana          |
| 16 | Italia (bandiera)      | C     | Vincenzo Garofalo       |
| 16 | Brasile (bandiera)     | C     | Adryan Oliveira Tavares |

| N. |                        | Ruolo | Calciatore                |
| -- | ---------------------- | ----- | ------------------------- |
| 18 | Svezia (bandiera)      | D     | Alexander Jallow          |
| 19 | Italia (bandiera)      | C     | Patrick Nuamah            |
| 20 | Paesi Bassi (bandiera) | A     | Reuven Niemeijer          |
| 21 | Polonia (bandiera)     | C     | Jakub Łabojko             |
| 22 | Italia (bandiera)      | P     | Luca Sonzogni             |
| 23 | Svezia (bandiera)      | C     | John Björkengren          |
| 24 | Italia (bandiera)      | A     | Flavio Bianchi            |
| 25 | Italia (bandiera)      | C     | Dimitri Bisoli (capitano) |
| 26 | Italia (bandiera)      | C     | Massimo Bertagnoli        |
| 27 | Italia (bandiera)      | C     | Giacomo Olzer             |
| 28 | Libia (bandiera)       | C     | Ahmad Benali              |
| 28 | Francia (bandiera)     | D     | Alexandre Coeff           |
| 29 | Polonia (bandiera)     | C     | Marcin Listkowski         |
| 30 | Italia (bandiera)      | D     | Federico Pace             |
| 31 | Italia (bandiera)      | C     | Manuel Scavone            |
| 32 | Italia (bandiera)      | D     | Andrea Papetti            |

## Calciomercato

### Sessione estiva(dall'1/7 all'1/9)
| Acquisti         | Acquisti           | Acquisti     | Acquisti                |
| R.               | Nome               | da           | Modalità                |
| ---------------- | ------------------ | ------------ | ----------------------- |
| P                | Luca Lezzerini     | Venezia      | definitivo              |
| D                | Alexander Jallow   | IFK Göteborg | definitivo              |
| D                | Federico Pace      | svincolato   | definitivo              |
| C                | Emanuele Ndoj      | svincolato   | definitivo              |
| C                | Vincenzo Garofalo  | Foggia       | definitivo              |
| C                | Federico Viviani   | SPAL         | definitivo              |
| C                | Ahmad Benali       | Crotone      | definitivo              |
| A                | Nicolas Galazzi    | Venezia      | definitivo              |
| A                | Reuven Niemeijer   | svincolato   | definitivo              |
| Altre operazioni |                    |              |                         |
| R.               | Nome               | da           | Modalità                |
| P                | Lorenzo Andrenacci | Genoa        | riscatto del cartellino |
| D                | Mattia Capoferri   | Lecco        | fine prestito           |
| C                | Jakub Łabojko      | AEK Larnaca  | fine prestito           |
| A                | Stefano Moreo      | Empoli       | riscatto del cartellino |

| Cessioni         | Cessioni         | Cessioni     | Cessioni                |
| R.               | Nome             | a            | Modalità                |
| ---------------- | ---------------- | ------------ | ----------------------- |
| P                | Jesse Joronen    | Venezia      | definitivo              |
| P                | Simone Perilli   |              | risoluzione consensuale |
| P                | Paolo Prandini   | Villa Valle  | prestito                |
| D                | Stefano Sabelli  | Genoa        | fine prestito           |
| D                | Mattia Capoferri | Piacenza     | definitivo              |
| C                | Lorenzo Andreoli | Pergolettese | definitivo              |
| C                | Mattéo Tramoni   | Cagliari     | fine prestito           |
| C                | Filip Jagiełło   | Genoa        | fine prestito           |
| C                | Federico Proia   | L.R. Vicenza | fine prestito           |
| C                | Mehdi Léris      | Sampdoria    | fine prestito           |
| A                | Riad Bajić       | Udinese      | fine prestito           |
| Altre operazioni |                  |              |                         |
| R.               | Nome             | a            | Modalità                |
| D                | Marko Pajač      |              | svincolato              |
| C                | Valon Behrami    |              | fine carriera           |
| C                | Nikolas Špalek   |              | svincolato              |
| A                | Rodrigo Palacio  |              | svincolato              |

### Sessione invernale(dal 2/1 al 31/1)
| Acquisti | Acquisti          | Acquisti   | Acquisti   |
| R.       | Nome              | da         | Modalità   |
| -------- | ----------------- | ---------- | ---------- |
| D        | Alexandre Coeff   | svincolato | definitivo |
| C        | John Björkengren  | Lecce      | prestito   |
| C        | Marcin Listkowski | Lecce      | prestito   |
| C        | Manuel Scavone    | Bari       | definitivo |
| A        | Pablo Rodríguez   | Lecce      | prestito   |

| Cessioni | Cessioni         | Cessioni | Cessioni   |
| R.       | Nome             | a        | Modalità   |
| -------- | ---------------- | -------- | ---------- |
| C        | Ahmad Benali     | Bari     | definitivo |
| C        | Vicenzo Garofalo | Trento   | prestito   |
| A        | Stefano Moreo    | Pisa     | definitivo |

### Operazioni esterne alle sessioni
| Acquisti | Acquisti                | Acquisti   | Acquisti   |
| R.       | Nome                    | da         | Modalità   |
| -------- | ----------------------- | ---------- | ---------- |
| C        | Adryan Oliveira Tavares | svincolato | definitivo |

| Cessioni | Cessioni        | Cessioni | Cessioni                |
| R.       | Nome            | a        | Modalità                |
| -------- | --------------- | -------- | ----------------------- |
| C        | Alexandre Coeff |          | rescissione consensuale |

## Risultati

### Serie B

#### Girone di andata
| Arbitro: | Santoro (Messina) |

|                         |           |  |
| Ndoj 37’ F. Bianchi 65’ | Marcatori |  |

| Arbitro: | Volpi (Arezzo) |

|                                     |           |  |
| L. Moro 15’ Caso 58’ Mulattieri 85’ | Marcatori |  |

| Arbitro: | Miele (Nola) |

|  |           |                |
|  | Marcatori | 45’ Bertagnoli |

| Arbitro: | Ferrieri Caputi (Livorno) |

|                    |           |              |
| Galazzi 5’ Ayé 13’ | Marcatori | 35’ Luperini |

| Arbitro: | Minelli (Varese) |

|              |           |                                           |
| Bonfanti 18’ | Marcatori | 24’ Ayé 61’ Moreo 90+8’ (rig.) F. Bianchi |

| Arbitro: | Gualtieri (Asti) |

|                  |           |  |
| F. Bianchi 90+3’ | Marcatori |  |

| Arbitro: | Feliciani (Teramo) |

|                                                                         |           |                       |
| Folorunsho 7’ Bellomo 26’ Cheddira 43’, 55’ Antenucci 68’ Scheidler 77’ | Marcatori | 86’ Olzer 90+1’ Moreo |

| Arbitro: | Miele (Nola) |

|         |           |               |
| Ayé 28’ | Marcatori | 69’ Antonucci |

| Arbitro: | Chiffi (Padova) |

|                        |           |           |
| Luvumbo 10’ Deiola 33’ | Marcatori | 90’ Olzer |

| Arbitro: | Pairetto (Nichelino) |

|          |           |             |
| Ndoj 31’ | Marcatori | 87’ Črnigoj |

| Arbitro: | Colombo (Como) |

|              |           |               |
| Jagiełło 31’ | Marcatori | 90+4’ Cistana |

| Arbitro: | Gariglio (Pinerolo) |

|         |           |                 |
| Ayé 54’ | Marcatori | 90+3’ Botteghin |

| Terni 12 novembre 2022, ore 16:15 CET 13ª giornata | Ternana           | 0 – 0 referto | Brescia | Stadio Libero Liberati (5 662 spett.)\| Arbitro: \| Mariani (Aprilia) \| |
| Arbitro:                                           | Mariani (Aprilia) |               |         |                                                                          |

| Arbitro: | Minelli (Varese) |

|                        |           |  |
| Ayé 14’ Mangraviti 41’ | Marcatori |  |

| Arbitro: | Ghersini (Genova) |

|  |           |                      |
|  | Marcatori | 3’ Fabbian 11’ Ménez |

| Arbitro: | Meraviglia (Pistoia) |

|              |           |                  |
| Larrivey 71’ | Marcatori | 90+2’ F. Bianchi |

| Arbitro: | Maggioni (Lecco) |

|  |           |                     |
|  | Marcatori | 16’ Man 90+5’ Bonny |

| Arbitro: | Marchetti (Ostia Lido) |

|                                        |           |  |
| Torregrossa 4’ (rig.) Gliozzi 20’, 85’ | Marcatori |  |

| Arbitro: | Marinelli (Tivoli) |

|             |           |           |
| Galazzi 50’ | Marcatori | 52’ Segre |

#### Girone di ritorno
| Arbitro: | Zufferli (Udine) |

|           |           |  |
| Rover 30’ | Marcatori |  |

| Arbitro: | Cosso (Reggio Calabria) |

|               |           |                                     |
| Rodríguez 18’ | Marcatori | 37’ L. Moro 40’ R. Insigne 76’ Báez |

| Arbitro: | Camplone (Pescara) |

|  |           |             |
|  | Marcatori | 37’ Baselli |

| Arbitro: | Valeri (Roma) |

|                                                       |           |  |
| Santoro 40’ Casasola 48’ (rig.) Kouan 52’ Angella 74’ | Marcatori |  |

| Arbitro: | Serra (Torino) |

|  |           |                       |
|  | Marcatori | 79’ (rig.) Falcinelli |

| Arbitro: | Manganiello (Pinerolo) |

|           |           |  |
| Tello 48’ | Marcatori |  |

| Arbitro: | Giua (Olbia) |

|  |           |                                  |
|  | Marcatori | 21’ L. Benedetti 90+3’ Scheidler |

| Cittadella 1º marzo 2023, ore 20:30 CET 27ª giornata | Cittadella       | 0 – 0 referto | Brescia | Stadio Piercesare Tombolato (2 891 spett.)\| Arbitro: \| Minelli (Varese) \| |
| Arbitro:                                             | Minelli (Varese) |               |         |                                                                              |

| Arbitro: | Fabbri (Ravenna) |

|            |           |                     |
| Bisoli 77’ | Marcatori | 67’ (rig.) Lapadula |

| Arbitro: | Irrati (Pistoia) |

|                |           |                 |
| Pohjanpalo 50’ | Marcatori | 61’ van de Looi |

| Arbitro: | Sozza (Seregno) |

|  |           |                                      |
|  | Marcatori | 45+1’ Salcedo 70’, 90+1’ Guðmundsson |

| Arbitro: | Paterna (Teramo) |

|                                                          |           |                                            |
| Mendes 42’ Forte 47’ Caligara 90+1’ (rig.) Marsura 90+5’ | Marcatori | 19’ Listkowski 65’ (rig.) Ayé 90+9’ Bisoli |

| Arbitro: | Volpi (Arezzo) |

|           |           |  |
| Jallow 5’ | Marcatori |  |

| Arbitro: | Pezzuto (Lecce) |

|                 |           |                   |
| Maistro 1’, 74’ | Marcatori | 11’ Ayé 80’ Olzer |

| Arbitro: | Meraviglia (Pistoia) |

|           |           |                                 |
| Bouah 76’ | Marcatori | 11’ Mangraviti 72’ P. Rodríguez |

| Arbitro: | Piccinini (Forlì) |

|                        |           |              |
| Adryan 55’ Cistana 60’ | Marcatori | 89’ D'Orazio |

| Arbitro: | Giua (Olbia) |

|                     |           |  |
| Benedyczak 11’, 17’ | Marcatori |  |

| Arbitro: | Aureliano (Bologna) |

|            |           |             |
| Bisoli 53’ | Marcatori | 79’ Masucci |

| Arbitro: | Maresca (Napoli) |

|                       |           |                          |
| Brunori 4’ Tutino 40’ | Marcatori | 54’ P. Rodríguez 56’ Ayé |

#### Play-out
| Arbitro: | Aureliano (Bologna) |

|           |           |  |
| Nasti 70’ | Marcatori |  |

| Arbitro: | Massa (Imperia) |

|            |           |              |
| Bisoli 74’ | Marcatori | 90+5’ Meroni |

### Coppa Italia
| Arbitro: | Gariglio (Pinerolo) |

|             |           |                                                      |
| Masucci 20’ | Marcatori | 25’ (aut.) Nicolas 61’ Ayé 72’ Ndoj 90+4’ F. Bianchi |

| Arbitro: | La Penna (Roma 1) |

|                            |           |             |
| Strelec 20’, 86’ Verde 55’ | Marcatori | 90+3’ Moreo |

## Statistiche

### Statistiche di squadra
| Competizione | Punti | In casa | In casa | In casa | In casa | In casa | In casa | In trasferta | In trasferta | In trasferta | In trasferta | In trasferta | In trasferta | Totale | Totale | Totale | Totale | Totale | Totale | DR  |
| Competizione | Punti | G       | V       | N       | P       | Gf      | Gs      | G            | V            | N            | P            | Gf           | Gs           | G      | V      | N      | P      | Gf     | Gs     | DR  |
| ------------ | ----- | ------- | ------- | ------- | ------- | ------- | ------- | ------------ | ------------ | ------------ | ------------ | ------------ | ------------ | ------ | ------ | ------ | ------ | ------ | ------ | --- |
| Serie B      | 40    | 19      | 6       | 7       | 7       | 17      | 22      | 19           | 3            | 7            | 9            | 19           | 35           | 38     | 9      | 13     | 16     | 36     | 57     | -21 |
| Play-out     |       | 1       | 0       | 0       | 1       | 0       | 3       | 1            | 0            | 0            | 1            | 0            | 1            | 2      | 0      | 0      | 2      | 0      | 4      | -4  |
| Coppa Italia |       | 0       | 0       | 0       | 0       | 0       | 0       | 2            | 1            | 0            | 1            | 5            | 4            | 2      | 1      | 0      | 1      | 5      | 4      | +1  |
| Totale       |       | 20      | 6       | 8       | 8       | 17      | 25      | 22           | 4            | 7            | 11           | 24           | 40           | 42     | 10     | 14     | 19     | 41     | 65     | -24 |

### Andamento in campionato
| Giornata  | 1 | 2 | 3 | 4 | 5 | 6 | 7 | 8 | 9 | 10 | 11 | 12 | 13 | 14 | 15 | 16 | 17 | 18 | 19 | 20 | 21 | 22 | 23 | 24 | 25 | 26 | 27 | 28 | 29 | 30 | 31 | 32 | 33 | 34 | 35 | 36 | 37 | 38 |
| --------- | - | - | - | - | - | - | - | - | - | -- | -- | -- | -- | -- | -- | -- | -- | -- | -- | -- | -- | -- | -- | -- | -- | -- | -- | -- | -- | -- | -- | -- | -- | -- | -- | -- | -- | -- |
| Luogo     | C | T | T | C | T | C | T | C | T | C  | T  | C  | T  | C  | C  | T  | C  | T  | C  | T  | C  | C  | T  | C  | T  | C  | T  | C  | T  | C  | T  | C  | T  | T  | C  | T  | C  | T  |
| Risultato | V | P | V | V | V | V | P | N | P | N  | N  | N  | N  | V  | P  | N  | P  | P  | N  | P  | P  | P  | P  | P  | P  | P  | N  | N  | N  | P  | P  | V  | N  | V  | V  | P  | N  | N  |
| Posizione | 1 | 7 | 3 | 1 | 1 | 1 | 1 | 3 | 6 | 6  | 7  | 6  | 7  | 3  | 3  | 6  | 7  | 10 | 9  | 10 | 13 | 14 | 16 | 17 | 18 | 19 | 18 | 19 | 19 | 19 | 20 | 19 | 19 | 18 | 15 | 17 | 17 | 16 |

Fonte:  Classifiche, su legab.it.
Legenda:

Luogo: C = Casa; T = Trasferta. Risultato: V = Vittoria; N = Pareggio; P = Sconfitta.

### Statistiche dei giocatori
- Statistiche aggiornate al 1º giugno 2023
- NB: per i portieri vengono contate le reti subite

| Giocatore      | Serie B  | Serie B | Serie B     | Serie B    | Coppa Italia | Coppa Italia | Coppa Italia | Coppa Italia | Totale   | Totale | Totale      | Totale     |
| Giocatore      | Presenze | Reti    | Ammonizioni | Espulsioni | Presenze     | Reti         | Ammonizioni  | Espulsioni   | Presenze | Reti   | Ammonizioni | Espulsioni |
| -------------- | -------- | ------- | ----------- | ---------- | ------------ | ------------ | ------------ | ------------ | -------- | ------ | ----------- | ---------- |
| D. Adorni      | 32+2     | 0       | 8           | 1          | 1            | 0            | 0            | 0            | 35       | 0      | 8           | 1          |
| Adryan         | 8+1      | 1       | 0           | 0          | 0            | 0            | 0            | 0            | 9        | 1      | 0           | 0          |
| L. Andrenacci  | 22+2     | -33+2   | 2           | 0          | 2            | -4           | 0            | 0            | 26       | -35    | 2           | 0          |
| F. Ayé         | 37+2     | 8       | 0           | 0          | 1            | 1            | 0            | 0            | 40       | 9      | 0           | 0          |
| A. Benali      | 13       | 0       | 5           | 0          | 0            | 0            | 0            | 0            | 13       | 0      | 5           | 0          |
| M. Bertagnoli  | 13       | 1       | 2           | 0          | 2            | 0            | 0            | 0            | 15       | 1      | 2           | 0          |
| F. Bianchi     | 34+2     | 4       | 3           | 0          | 2            | 1            | 0            | 0            | 38       | 5      | 3           | 0          |
| D. Bisoli      | 32+2     | 3+1     | 4           | 0          | 2            | 0            | 0            | 0            | 36       | 4      | 4           | 0          |
| J. Björkengren | 17+2     | 0       | 3           | 0          | 0            | 0            | 0            | 0            | 19       | 0      | 3           | 0          |
| A. Cistana     | 17+2     | 2       | 2           | 0          | 2            | 0            | 0            | 0            | 21       | 2      | 2           | 0          |
| A. Coeff       | 1        | 0       | 0           | 0          | 0            | 0            | 0            | 0            | 1        | 0      | 0           | 0          |
| N. Galazzi     | 27+1     | 2       | 2           | 0          | 1            | 0            | 0            | 0            | 29       | 2      | 2           | 0          |
| V. Garofalo    | 3        | 0       | 1           | 0          | 0            | 0            | 0            | 0            | 3        | 0      | 1           | 0          |
| M. Huard       | 26+1     | 0       | 5           | 0          | 2            | 0            | 0            | 0            | 29       | 0      | 5           | 0          |
| A. Jallow      | 21       | 1       | 2           | 0          | 1            | 0            | 0            | 0            | 22       | 1      | 2           | 0          |
| F. Karačić     | 22+2     | 0       | 10          | 1          | 1            | 0            | 1            | 0            | 25       | 0      | 11          | 1          |
| J. Łabojko     | 30+2     | 0       | 3           | 0          | 2            | 0            | 0            | 0            | 34       | 0      | 3           | 0          |
| L. Lezzerini   | 16       | -24     | 0           | 1          | 0            | 0            | 0            | 0            | 16       | -24    | 0           | 1          |
| M. Listkowski  | 12+2     | 1       | 3           | 0          | 0            | 0            | 0            | 0            | 14       | 1      | 3           | 0          |
| M. Mangraviti  | 29+2     | 2       | 6           | 1          | 2            | 0            | 0            | 0            | 33       | 2      | 6           | 1          |
| S. Moreo       | 19       | 2       | 2           | 0          | 2            | 1            | 1            | 0            | 21       | 3      | 3           | 0          |
| E. Ndoj        | 28       | 2       | 8           | 1          | 2            | 1            | 0            | 0            | 30       | 3      | 8           | 1          |
| R. Niemeijer   | 15       | 0       | 2           | 0          | 2            | 0            | 0            | 0            | 17       | 0      | 2           | 0          |
| P. Nuamah      | 6        | 0       | 0           | 0          | 1            | 0            | 0            | 0            | 7        | 0      | 0           | 0          |
| G. Olzer       | 14+1     | 3       | 3           | 0          | 1            | 0            | 1            | 0            | 16       | 3      | 4           | 0          |
| F. Pace        | 4        | 0       | 0           | 0          | 1            | 0            | 0            | 0            | 5        | 0      | 0           | 0          |
| A. Papetti     | 20       | 0       | 7           | 1          | 0            | 0            | 0            | 0            | 20       | 0      | 7           | 1          |
| P. Rodríguez   | 15+2     | 3       | 2           | 1          | 0            | 0            | 0            | 0            | 17       | 3      | 2           | 1          |
| M. Scavone     | 3        | 0       | 0           | 0          | 0            | 0            | 0            | 0            | 3        | 0      | 0           | 0          |
| L. Sonzogni    | 0        | 0       | 0           | 0          | 0            | 0            | 0            | 0            | 0        | 0      | 0           | 0          |
| T. van de Looi | 32+2     | 1       | 5           | 0          | 2            | 0            | 0            | 0            | 36       | 1      | 5           | 0          |
| F. Viviani     | 14       | 0       | 2           | 0          | 0            | 0            | 0            | 0            | 14       | 0      | 2           | 0          |

### Annotazioni
1. ↑  39 se si considerano i play-out
2. ↑  40 se si considerano i play-out
3. ↑  Amministratore giudiziario in carica da novembre 2022
4. 1 2 3 4 5 6  Ceduto durante la sessione invernale di calciomercato
5. 1 2 3 4 5 6 7 8 9 10 11 12  Acquistato durante la sessione invernale di calciomercato
6. 1 2  Aggregato dalla formazione Primavera
7. 1 2  Rescinde consensualmente il contratto ad aprile 2023

### Fonti
1. ↑   Stadio Rigamonti, su bresciacalcio.it. URL consultato il 25 dicembre 2022.
2. ↑   Pep Clotet è il nuovo allenatore del Brescia, su bresciacalcio.it, 18 giugno 2022. URL consultato il 19 giugno 2022 (archiviato dall'url originale il 18 giugno 2022).
3. ↑   Pisa-Brescia 1-4: illude Masucci nel primo tempo, ma i nerazzurri sono fuori dalla coppa, su lanazione.it, 6 agosto 2022. URL consultato il 6 agosto 2022.
4. ↑   Brescia, buon inizio: 2-0 al Sudtirol e primi tre punti, su bresciaoggi.it, 14 agosto 2022. URL consultato il 15 agosto 2022.
5. ↑   Tris del Frosinone, serata amara per il Brescia, su giornaledibrescia.it, 21 agosto 2022. URL consultato il 22 agosto 2022.
6. ↑   Bertagnoli rovina il debutto di Fabregas e Cutrone: il Brescia vince a Como, su gazzetta.it, 29 agosto 2022. URL consultato il 1º settembre 2022.
7. ↑   Serie B, Brescia-Perugia 2-1. Tutto nel primo tempo, su lanazione.it, 3 settembre 2022. URL consultato il 10 settembre 2022.
8. ↑   Tris del Brescia a Modena, rondinelle prime con la Reggina, su giornaledibrescia.it, 10 settembre 2022. URL consultato il 10 settembre 2022.
9. ↑   Il Brescia non si ferma più: Bianchi beffa il Benevento all'ultimo respiro, su gazzetta.it, 16 settembre 2022. URL consultato il 17 settembre 2022.
10. ↑   Il Brescia sprofonda a Bari ma mantiene la vetta, su bresciaoggi.it, 1º ottobre 2022. URL consultato il 1º ottobre 2022.
11. ↑   Brescia sottotono: con il Cittadella striminzito 1-1, su bresciaoggi.it, 8 ottobre 2022. URL consultato il 15 ottobre 2022.
12. ↑   Brescia, l'isola infelice: a Cagliari un'altra sconfitta, su giornaledibrescia.it, 15 ottobre 2022. URL consultato il 15 ottobre 2022.
13. ↑   Coppa Italia: lo Spezia stende il Brescia e sfiderà l'Atalanta, su sportmediaset.mediaset.it, 19 ottobre 2022. URL consultato il 19 ottobre 2022.
14. ↑   Beffa nel finale: il Brescia si fa acciuffare, su giornaledibrescia.it, 5 novembre 2022. URL consultato il 5 novembre 2022.
15. ↑   DIMISSIONI DALLA CARICA DI PRESIDENTE DEL BRESCIA CALCIO S.P.A., su bresciacalcio.it, 15 novembre 2022. URL consultato il 15 novembre 2022.
16. ↑   Il Brescia torna alla vittoria dopo due mesi ed è terzo in classifica, su giornaledibrescia.it, 27 novembre 2022. URL consultato il 27 novembre 2022.
17. ↑   Brescia, terminato il silenzio stampa. Cellino: «Ringrazio la squadra e Clotet per la vicinanza», su giornaledibrescia.it, 27 novembre 2022. URL consultato il 27 novembre 2022.
18. ↑   C.D.A DEL GIORNO 29 NOVEMBRE 2022, su bresciacalcio.it, 29 novembre 2022. URL consultato il 29 novembre 2022.
19. ↑   Pep Clotet non è più l'allenatore del Brescia, su bresciacalcio.it, 21 dicembre 2022. URL consultato il 21 dicembre 2022.
20. ↑   Alfredo Aglietti è il nuovo allenatore del Brescia Calcio, su bresciacalcio.it, 21 dicembre 2022. URL consultato il 21 dicembre 2022.
21. ↑   Brescia-Palermo, tutto in due minuti: a Galazzi risponde Segre, su gazzetta.it, 26 dicembre 2022. URL consultato il 26 dicembre 2022.
22. ↑   Il Brescia inizia male il 2023: il Südtirol s'impone 1-0, su giornaledibrescia.it, 15 gennaio 2023. URL consultato il 15 gennaio 2023.
23. ↑   Brescia, ansia per il ds Perinetti: ricoverato in ospedale, su footballnews24.it, 16 gennaio 2023. URL consultato il 16 gennaio 2023.
24. ↑   Pep Clotet torna alla guida tecnica del Brescia, su bresciacalcio.it, 16 gennaio 2023. URL consultato il 16 gennaio 2023.
25. ↑   Brescia ko col Como e ancora contestato: play out a un punto, su giornaledibrescia.it, 28 gennaio 2023. URL consultato il 28 gennaio 2023.
26. ↑   Pep Clotet non è più l'allenatore del Brescia, su bresciacalcio.it, 6 febbraio 2023. URL consultato il 6 febbraio 2023.
27. ↑   Davide Possanzini è il nuovo allenatore della prima squadra, su bresciacalcio.it, 7 febbraio 2023. URL consultato il 7 febbraio 2023.
28. ↑   Il Brescia non si rialza neanche con Possanzini, il Modena passa su rigore a Mompiano, su brescia.corriere.it. URL consultato il 14 febbraio 2023.
29. ↑   Brescia sconfitto a Benevento e in piena zona retrocessione, su giornaledibrescia.it, 18 febbraio 2023. URL consultato il 20 febbraio 2023.
30. ↑   Daniele Gastaldello è il nuovo allenatore della Prima Squadra, su bresciacalcio.it, 20 febbraio 2023. URL consultato il 20 febbraio 2023.
31. ↑   STRISCIONI DELLA CURVA NORD CONTRO CELLINO E GASTALDELLO A TORBOLE | Bresciaingol, su bresciaingol.com, 20 febbraio 2023. URL consultato il 20 febbraio 2023.
32. ↑   Brescia Calcio, stavolta lo scossone è per Cellino: si dimettono i consiglieri bresciani, su giornaledibrescia.it, 22 febbraio 2023. URL consultato il 22 febbraio 2023.
33. ↑   Brescia: il primo punto del 2023 arriva a Cittadella, su giornaledibrescia.it, 1º marzo 2023. URL consultato il 1º marzo 2023.
34. ↑   Brescia, contro il Cagliari un punto tra gli applausi: salvezza a -3, su bresciaoggi.it, 5 marzo 2023. URL consultato il 5 marzo 2023.
35. ↑   Brescia, col Venezia finisce 1-1: un pareggio che serve a poco, su ilgiorno.it, 11 marzo 2023. URL consultato il 18 marzo 2023.
36. ↑   Notte fonda Brescia: crolla in casa contro il Genoa e rimane ultimo, su giornaledibrescia.it, 18 marzo 2023. URL consultato il 18 marzo 2023.
37. ↑   Brescia, tre gol non bastano: ad Ascoli arriva un ko che sa di condanna, su bresciaoggi.it, 1º aprile 2023. URL consultato il 1º aprile 2023.
38. ↑   Resurrezione Brescia: 134 giorni dopo è di nuovo vittoria, su bresciaoggi.it, 10 aprile 2023. URL consultato il 10 aprile 2023.
39. ↑   Spal Brescia 2-2, la doppietta di Maistro non basta, su ilrestodelcarlino.it, 15 aprile 2023. URL consultato il 22 aprile 2023.
40. ↑   Pippo Inzaghi, che crollo in casa. Il Brescia ruggisce e batte 2-1 la Reggina, su gazzetta.it, 21 aprile 2023. URL consultato il 22 aprile 2023.
41. ↑   Brescia, apoteosi al Rigamonti: con il Cosenza vittoria da salvezza, su giornaledibrescia.it, 1º maggio 2023. URL consultato il 1º maggio 2023.
42. ↑   Doppietta di Benedyczak, Brescia battuto (2-0). E play-off matematicamente raggiunti, su gazzettadiparma.it, 7 maggio 2023. URL consultato il 7 maggio 2023.
43. ↑   Brescia, solo un pareggio con il Pisa: il destino passa da Palermo, su giornaledibrescia.it, 13 maggio 2023. URL consultato il 13 maggio 2023.
44. ↑   Il Brescia torna da Palermo con un punto d'oro: la salvezza passa dai play-out, su bresciaoggi.it, 19 maggio 2023. URL consultato il 19 maggio 2023.
45. ↑   Calcio: playout serie B, Cosenza-Brescia 1-0, su ansa.it, 25 maggio 2023. URL consultato il 25 maggio 2023.
46. ↑   Partita finita al Rigamonti, è retrocessione: il Brescia è in serie C, su giornaledibrescia.it, 1º giugno 2023. URL consultato il 2 giugno 2023.
47. 1 2  La partita era terminata 1-1 sul campo e commutata in 0-3 a tavolino per decisione del giudice sportivo a causa degli incidenti provocati dai tifosi del Brescia, avvenuti a fine partita, cfr.  Comunicato ufficiale n.173 del 7 giugno 2023 (PDF), su legab.it, 7 giugno 2023. URL consultato il 7 giugno 2023.
48. ↑   Respinto il ricorso della Reggina: il Brescia torna in Serie B, su gazzetta.it, 30 agosto 2023. URL consultato il 31 agosto 2023.
49. 1 2  In carica fino a febbraio 2023 -  CELLINO SEMPRE PIÙ SOLO: LE DIMISSIONI DI RAMPINELLI ROTA E GHIRARDI SONO UN NUOVO SEGNALE CHE LA CITTÀ LO STA SCARICANDO, su bresciaingol.com, 21 febbraio 2023. URL consultato il 22 febbraio 2023.
50. ↑  In carica fino a ottobre 2022 -  Brescia, momento cruciale: Cellino pensa di dimettersi da presidente, su giornaledibrescia.it, 14 novembre 2022. URL consultato il 14 novembre 2022.
«Incassata la fiducia da parte delle persone a lui più vicine, l’imprenditore sardo aveva poi convocato un secondo Cda nel quale, si è appreso ora, aveva rassegnato le proprie dimissioni il consigliere Daniel Arty.»
51. ↑   Ora è ufficiale: Perinetti è di nuovo il direttore sportivo del Brescia, su giornaledibrescia.it, 11 giugno 2022. URL consultato il 20 gennaio 2023.
52. ↑   Patrick Nuamah firma il suo primo contratto da professionista, su bresciacalcio.it, 29 luglio 2022. URL consultato il 29 luglio 2022 (archiviato dall'url originale il 29 luglio 2022).
53. ↑   Luca Sonzogni firma il suo primo contratto da professionista, su bresciacalcio.it, 4 agosto 2022. URL consultato il 4 agosto 2022 (archiviato dall'url originale l'8 agosto 2022).
54. ↑   Luca Lezzerini è un nuovo giocatore del Brescia, su bresciacalcio.it, 30 giugno 2022. URL consultato il 30 giugno 2022 (archiviato dall'url originale il 1º luglio 2022).
55. ↑   Alexander Jallow è un nuovo calciatore del Brescia, su bresciacalcio.it, 26 agosto 2022. URL consultato il 26 agosto 2022 (archiviato dall'url originale il 26 agosto 2022).
56. ↑   Federico Pace è un nuovo giocatore del Brescia, su bresciacalcio.it, 27 agosto 2022. URL consultato il 27 agosto 2022 (archiviato dall'url originale il 27 agosto 2022).
57. ↑   Emanuele Ndoj è un nuovo giocatore del Brescia, su bresciacalcio.it, 2 luglio 2022. URL consultato il 3 luglio 2022 (archiviato dall'url originale il 18 agosto 2022).
58. ↑   Vincenzo Garofalo è un nuovo giocatore del Brescia, su bresciacalcio.it, 2 luglio 2022. URL consultato il 3 luglio 2022 (archiviato dall'url originale il 1º luglio 2022).
59. ↑   Federico Viviani è un nuovo giocatore del Brescia, su bresciacalcio.it, 25 agosto 2022. URL consultato il 25 agosto 2022 (archiviato dall'url originale il 25 agosto 2022).
60. ↑   Ahmad Benali è un nuovo giocatore del Brescia, su bresciacalcio.it, 26 agosto 2022. URL consultato il 26 agosto 2022 (archiviato dall'url originale il 26 agosto 2022).
61. ↑   Nicolas Galazzi è un nuovo giocatore del Brescia, su bresciacalcio.it, 30 giugno 2022. URL consultato il 30 giugno 2022 (archiviato dall'url originale il 30 giugno 2022).
62. ↑   Reuven Niemeijer è un nuovo calciatore del Brescia, su bresciacalcio.it, 1º luglio 2022. URL consultato il 3 luglio 2022 (archiviato dall'url originale il 1º luglio 2022).
63. ↑   Lorenzo Andrenacci a titolo definitivo al Brescia, su bresciacalcio.it, 18 giugno 2022. URL consultato il 19 giugno 2022 (archiviato dall'url originale il 17 giugno 2022).
64. ↑   Stefano Moreo al Brescia a titolo definitivo, su bresciacalcio.it, 15 giugno 2022. URL consultato il 15 giugno 2022 (archiviato dall'url originale il 18 giugno 2022).
65. ↑   Jesse Joronen ceduto a titolo definitivo al Venezia Football Club, su bresciacalcio.it, 30 giugno 2022. URL consultato il 30 giugno 2022 (archiviato dall'url originale il 30 giugno 2022).
66. ↑   Risoluzione consensuale con Simone Perilli, su bresciacalcio.it, 29 luglio 2022. URL consultato il 29 luglio 2022 (archiviato dall'url originale il 24 agosto 2022).
67. ↑   Villa Valle, arriva il portiere Paolo Prandini, su calciobresciano.it, 28 agosto 2022. URL consultato il 1º settembre 2022.
68. 1 2 3 4 5 6 7 8 9 10   Che rivoluzione: tredici partenze e soltanto 4 arrivi, su bresciaoggi.it, 2 luglio 2022. URL consultato il 6 luglio 2022.
69. ↑   Mattia Capoferri non è più un giocatore del Brescia, su bresciacalcio.it, 30 agosto 2022. URL consultato il 31 agosto 2022 (archiviato dall'url originale il 30 agosto 2022).
70. ↑   Lorenzo Andreoli all'Unione Sportiva Pergolettese 1932, su bresciacalcio.it, 11 agosto 2022. URL consultato il 13 agosto 2022 (archiviato dall'url originale il 13 agosto 2022).
71. ↑  (FR) Alexandre Coeff quitte l’AJA, su aja.fr, 31 gennaio 2023. URL consultato il 1º febbraio 2023.
72. ↑   Alexandre Coeff è un nuovo giocatore del Brescia, su bresciacalcio.it, 1º febbraio 2023. URL consultato il 1º febbraio 2023.
73. ↑   John Gunnar Björkengren è un nuovo giocatore del Brescia, su bresciacalcio.it, 18 gennaio 2023. URL consultato il 18 gennaio 2023.
74. ↑   Marcin Listkowski è un nuovo giocatore del Brescia, su bresciacalcio.it, 26 gennaio 2023. URL consultato il 26 gennaio 2023.
75. ↑   Manuel Scavone è un nuovo giocatore del Brescia, su bresciacalcio.it, 31 gennaio 2023. URL consultato il 31 gennaio 2023.
76. ↑   Pablo Rodríguez è un nuovo calciatore del Brescia, su bresciacalcio.it, 20 gennaio 2023. URL consultato il 20 gennaio 2023.
77. ↑   Ahmad Benali a titolo definitivo al Bari, su bresciacalcio.it, 31 gennaio 2023. URL consultato il 31 gennaio 2023.
78. ↑   Vicenzo Garofalo in prestito al Trento, su bresciacalcio.it, 31 gennaio 2023. URL consultato il 31 gennaio 2023.
79. ↑   Moreo a titolo definitivo al Pisa, su bresciacalcio.it, 20 gennaio 2023. URL consultato il 20 gennaio 2023.
80. ↑   Adryan Oliveira Tavares è un nuovo giocatore del Brescia, su bresciacalcio.it, 2 febbraio 2023. URL consultato il 2 febbraio 2023.
81. ↑   Brescia, Coeff rescinde il contratto e se ne va dopo una sola presenza, su giornaledibrescia.it, 29 aprile 2023. URL consultato il 29 aprile 2023.
82. ↑  Partita inizialmente prevista per le ore 14. Posticipata di un'ora a causa di problemi tecnici alla tecnologia VAR -  Modena – Brescia in ritardo: perché posticipata, cosa è successo, motivo, su stadionews.it, 10 settembre 2022. URL consultato il 10 settembre 2022.